# Sebastian Karpiniuk
Sebastian Marek Karpiniuk (Kołobrzeg; 4 de dezembro de 1972 — 10 de abril de 2010) foi um político da Polónia. Ele foi eleito para a Sejm em 25 de Setembro de 2005 com 9767 votos em 40 no distrito de Koszalin, candidato pelas listas do partido Platforma Obywatelska.
Foi uma das vítimas do acidente do Tu-154 da Força Aérea Polonesa, em abril de 2010..